# Флорида (Куба)
Флори́да (исп. Florida) — муниципалитет и город в провинции Камагуэй, Куба.

## География, описание
Город Флорида (с исп. — Цветущая) расположен в западной части провинции в 35 километрах от побережья Карибского моря. Юридически площадь муниципалитета составляет 1744 км², но фактически около трёх четвертей жителей проживают в «ядре» города площадью около 6 км². Через город проходит Центральная автодорога и железнодорожная ветка, которая «отсекает» от основной части города северную и юго-восточную части. Значительная часть города имеет квадратную планировку: более двух десятков улиц идут строго с юго-запада на северо-восток и примерно столько же улиц пересекают их под прямым углом. Флорида разделена на пять баррио (нейборхудов).
Засушливый сезон длится с ноября по апрель, дождливый — с мая по октябрь (ок. 80 % годовых осадков). Высшая точка муниципалитета — холм Урабо высотой 132,5 метров над уровнем моря. Во Флориде выращивают сахарный тростник и апельсины, развито скотоводство, на окраине муниципалитета выстроено несколько крупных рафинадных заводов.
Во Флориде есть три общественные библиотеки, несколько начальных и средних школ, две крупные больницы, муниципальный музей, художественная галерея.

## История
Поселение под названием Флорида-Адентро на месте будущего города было основано в 1881 году. В 1903 году здесь началась активная продажа земельных участков. В декабре 1904 года появились почта и телеграф. К 1943 году Флорида состояла из двух районов с общим населением 36 091 человек. 14 апреля 1949 года была подана заявка на присвоение поселению статуса «муниципалитет», но она не увенчалась успехом. Следующая попытка повысить статус населённого пункта была предпринята в 1960 году, но окончилась она также безуспешно. Наконец, статус «город и муниципалитет» Флорида получила 14 июня 1971 года, став, таким образом, самым молодым муниципалитетом страны.

## Демография
- 1907 год — 3077 человек
- 1919 — 10 823
- 1931 — 28 283
- 1943 — 36 091[2]
- 1991 — 51 827
- 2004 — 76 854
- 2010 — 71 854[1]